# Остфільдерн
Остфільдерн (нім. Ostfildern) — місто в Німеччині, в землі Баден-Вюртемберг. Підпорядковується адміністративному округові Штутгарт. Входить до складу району Есслінген.
Площа — 22,81 км2. Населення становить 39 431 ос. (станом на 31 грудня 2020).
Місто утворене 1 січня 1975 року шляхом об'єднання кількох самостійних общин: Неллінген, Руйт, Кемнат і Шарнгаузен.

## Галерея

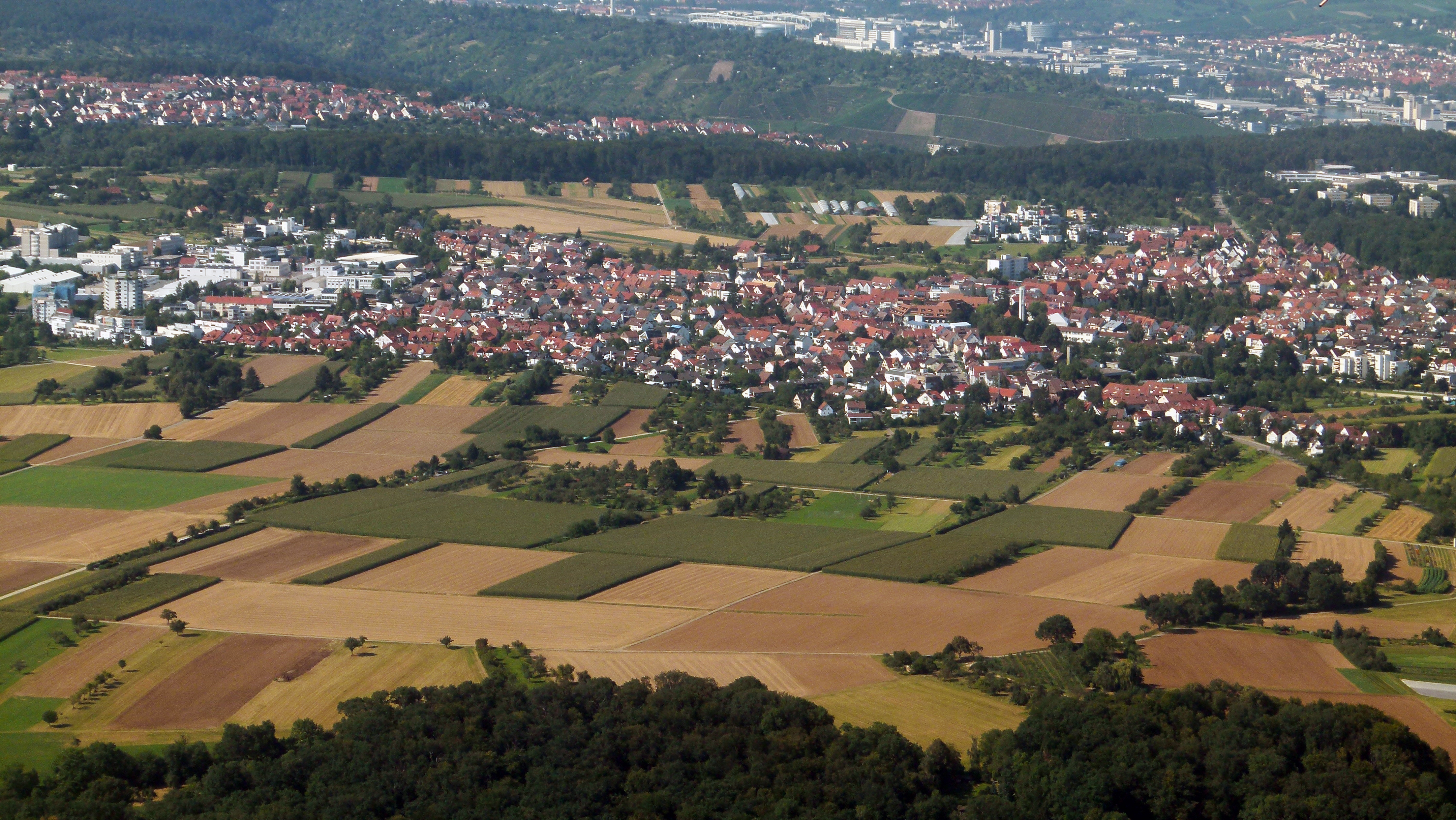
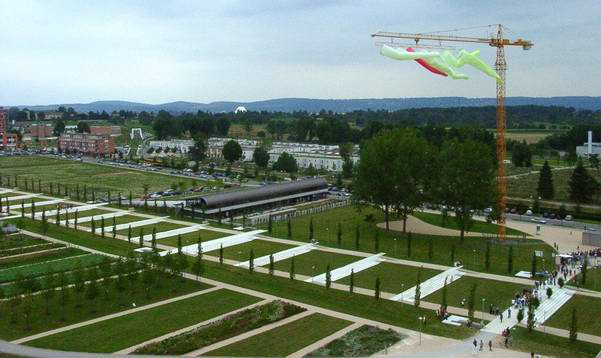
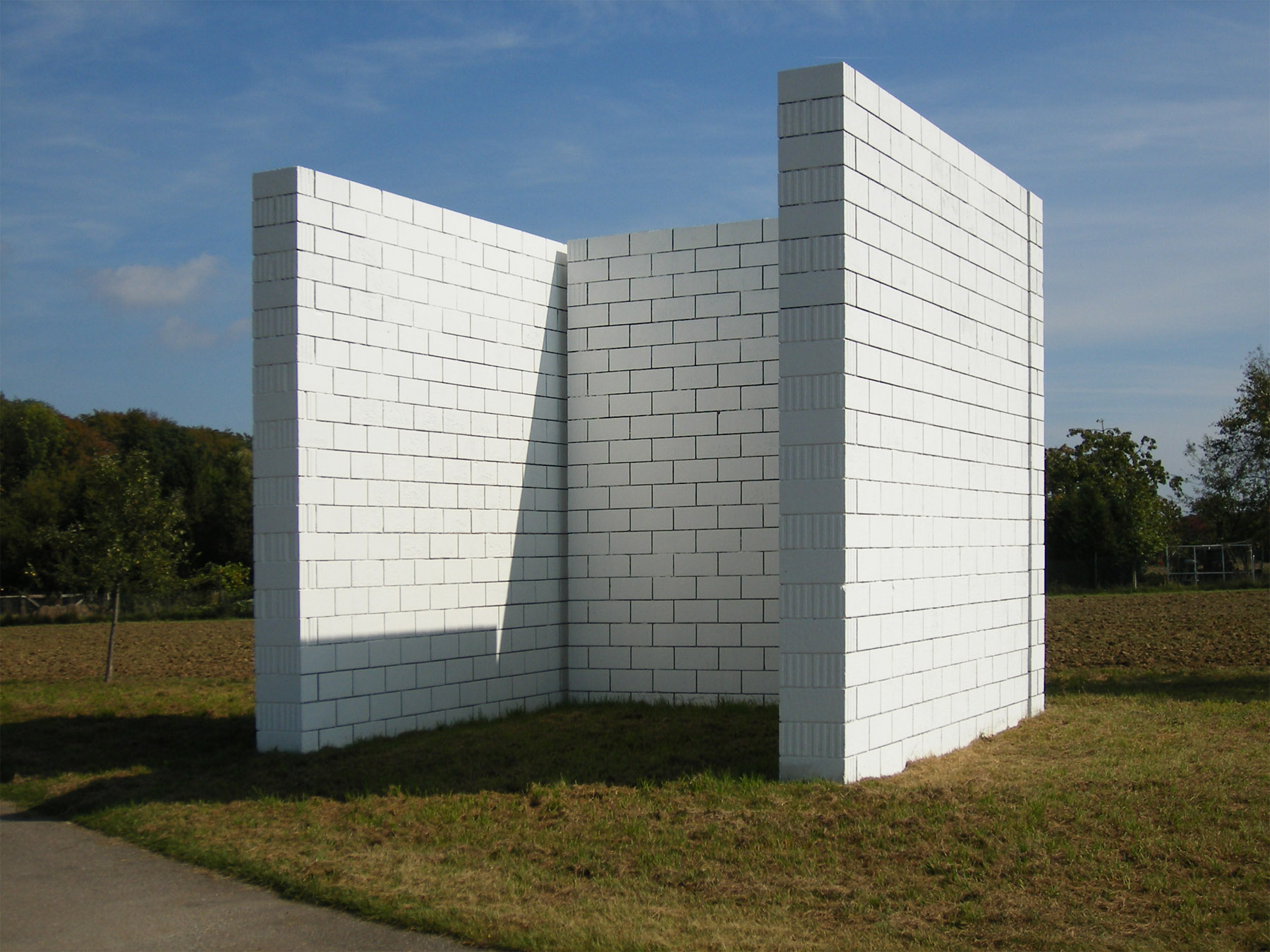